# Daniel Swarovski

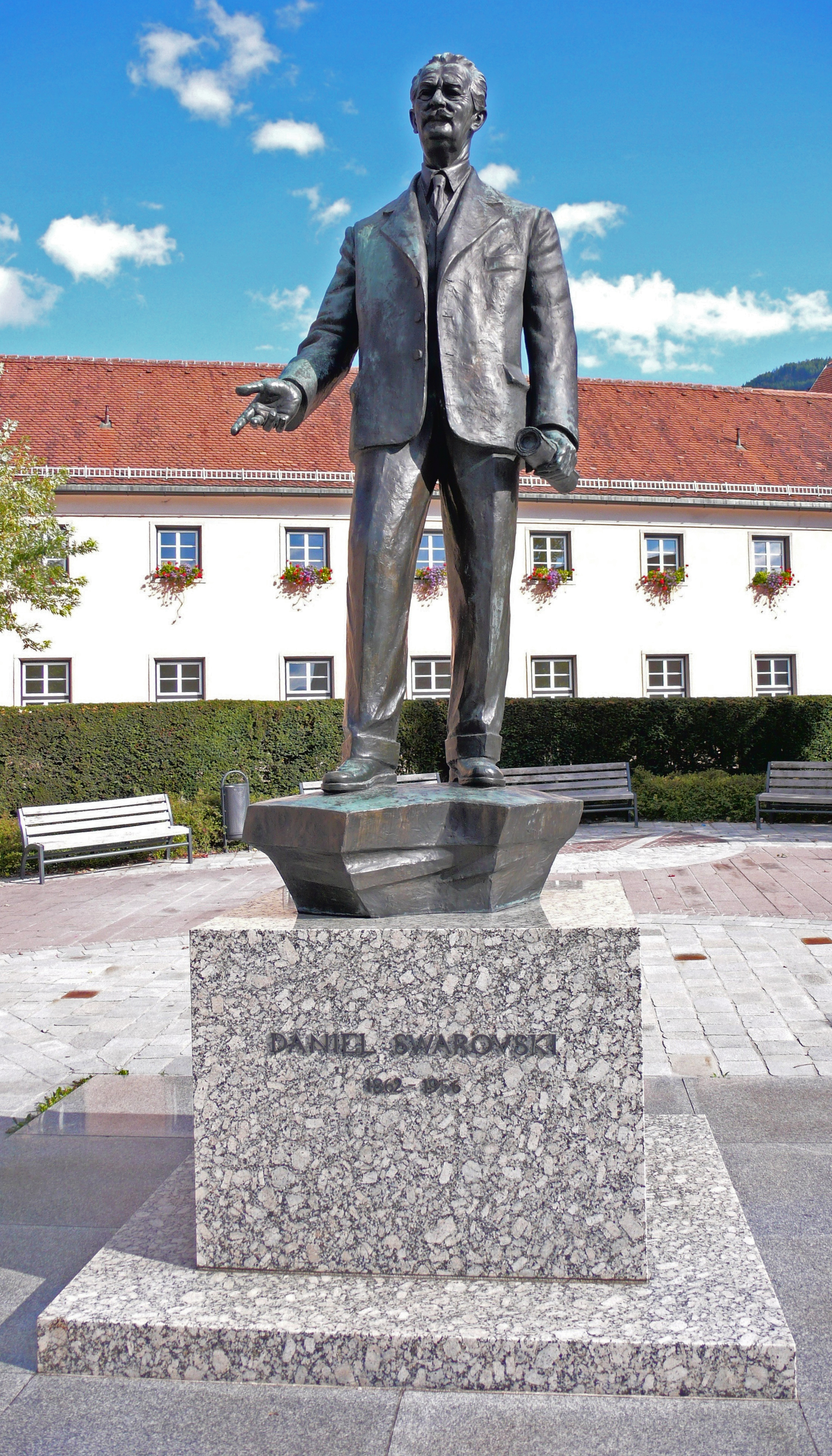
Daniel Swarovski

Daniel Swarovski (1862-1956) was een Oostenrijks opticus die in 1895 te Wattens nabij de stad Schwaz in Tirol (23 km oostelijk van Innsbruck) het bedrijf Swarovski (optische elementen en slijpmiddelen) heeft opgericht.
Zijn onderzoeksafdeling was op zoek naar glas met een hoge brekingsindex voor toepassing in de optiek en onderzocht daartoe glazen met hoog gehalte aan zware metalen zoals lood en zilver. Voorwerpen van dit Swarovski-kristal bleken als relatiegeschenk zeer in trek en daaruit was de gedachte geboren om siervoorwerpen te gaan vervaardigen. Dit idee bleek bijzonder succesvol. Swarovski-kristal veroverde in snel tempo de gehele wereld en deze tak van het bedrijf overvleugelde spoedig de vervaardiging van optiek- en slijpmiddelen.
Ter gelegenheid van het honderdjarig bestaan van de firma Swarovski werd in 1995 in Wattens als toeristische trekpleister het museum "Kristallwelten" geopend.